# Biblioteka Politechniki Łódzkiej

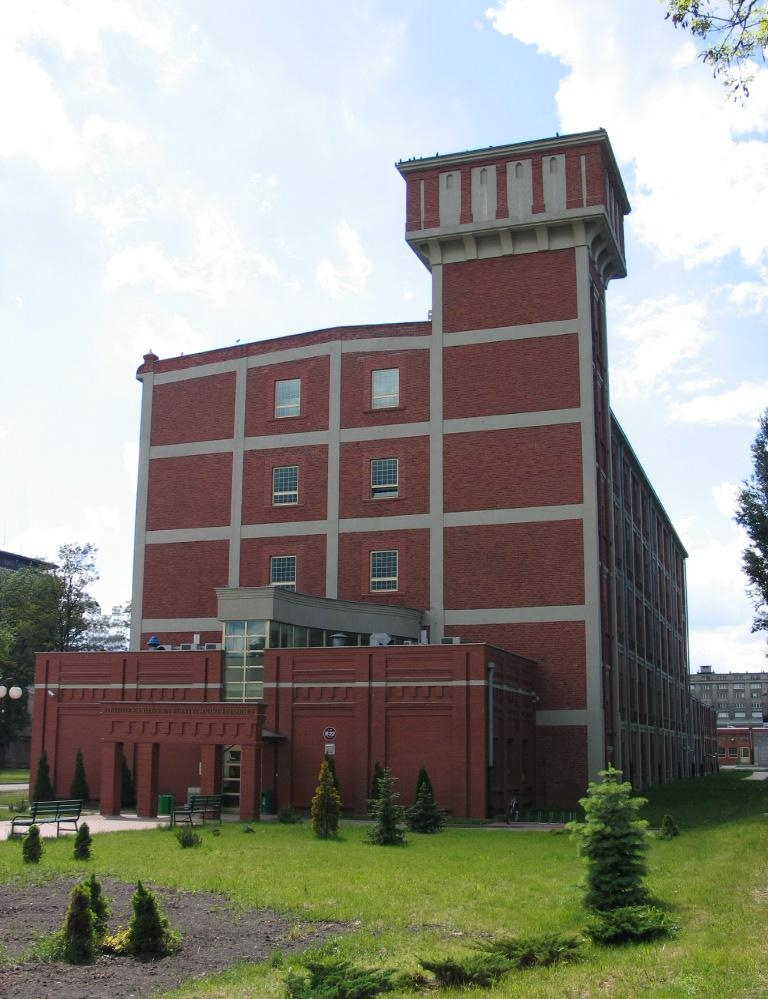
Biblioteka Główna PŁ – widok od strony wejścia

Biblioteka Politechniki Łódzkiej – biblioteka uczelniana Politechniki Łódzkiej, gromadząca literaturę naukowo-techniczną z dziedzin reprezentowanych na tej uczelni.

## Sieć biblioteczna Politechniki Łódzkiej
System biblioteczno-informacyjny Politechniki Łódzkiej stanowią: Biblioteka Politechniki Łódzkiej, na którą składają się Biblioteka Główna, biblioteki filialne, funkcjonujące na wydziałach, oraz biblioteki zakładowe, działające w jednostkach organizacyjnych uczelni.
Biblioteki filialne:
- Biblioteka Budownictwa i Architektury (Wydział Budownictwa, Architektury i Inżynierii Środowiska)
- Biblioteka Chemiczna im. Osmana Achmatowicza (Wydział Chemiczny).

## Historia
Bibliotekę Główną Politechniki Łódzkiej powołano do życia we wrześniu 1945 roku. W tym samym czasie organizowano biblioteki przy zakładach naukowych Politechniki, tworząc zaczątek uczelnianej sieci bibliotecznej. Do 1957 roku Biblioteka Główna nie posiadała wyodrębnionych działów. W 1958 roku ustalono czterooddziałową organizację biblioteki. Po wielu zmianach porządkujących, aktualna, dostosowana do potrzeb struktura (zatwierdzona w 2006 roku) obejmuje siedem oddziałów i cztery sekcje. W 2006 roku zmieniono nazwę biblioteki na Biblioteka Politechniki Łódzkiej.
W pierwszych latach istnienia nowej jednostki organizacyjnej PŁ opiekę nad nią sprawowała Komisja Biblioteczna składająca się z profesorów politechniki. Natomiast bezpośrednią organizacją i kierowaniem biblioteką zajmowała się Stanisława Stollowa w czteroosobowym wówczas zespole. Pierwszym właściwym dyrektorem biblioteki został w 1950 dr Stanisław Peliński. Od 1 lutego 2023 roku dyrektorem jest dr inż. Adam Lenic.

## Dyrektorzy
- Stanisław Peliński: 1950–1958
- Irena Augustyniak: 1958–1962
- Jan Walewski: 1963–1973
- Jadwiga Przygocka: 1974–1986
- Czesława Garnysz: 1988–2003
- Błażej Feret: 2003–2017[1]
- Elżbieta Skubała: 2018–2023
- Adam Lenic: od 2023

## Budynek
Pierwszy lokal biblioteczny mieścił się w rektoracie politechniki, usytuowanym w pałacu Karola Scheiblera przy pl. Zwycięstwa. Następnie, w styczniu 1947 roku, zbiory przeniesiono do pofabrycznego budynku Wydziału Mechanicznego przy ul. Gdańskiej 155. W sierpniu 1959 biblioteka otrzymała pomieszczenia w nowo wybudowanym gmachu Wydziału Włókienniczego, gdzie – wielokrotnie powiększając swój metraż – egzystowała przez 43 lata. Nowy, odrestaurowany budynek przy ul. Wólczańskiej 223 udostępniono użytkownikom 23 września 2002 roku.
Historia budynku, który zbudowany został z przeznaczeniem na magazyn Fabryki Schweikerta sięga początków XX wieku. Czteropiętrowy gmach przeznaczony pierwotnie na magazyn fabryczny powstał w 1912 roku. Był jednym z pierwszych budynków w Europie, gdzie zastosowano żelazobeton. Należał on, podobnie jak znajdująca się w pobliżu fabryka do rodziny łódzkich przemysłowców – Schweikertów (syna Fryderyka Wilhelma Schweikerta, Roberta). W 1913 roku gmach rozbudowano, dodając m.in. wieżę ciśnień ze zbiornikiem na wodę. W 1928 roku w budynku uruchomiono produkcję obuwia gumowego. Po wojnie obiekt zajmowała Łódzka Fabryka Wyrobów Gumowych „Stomil”. W 1996 roku zakupiła go Politechnika Łódzka z myślą o umieszczeniu tam biblioteki. Budynek o kubaturze 10 tys. m² wyremontowano, nowocześnie urządzono i wyposażono pod kątem potrzeb biblioteki.
Budynek z dawną wieżą ciśnień jest obecnie jednym z bardziej charakterystycznych akcentów architektonicznych uczelni. Gmach ma 5 kondygnacji, około 10 tys. metrów kwadratowych powierzchni, 22 metry szerokości oraz 100 metrów długości. W budynku znajdują się zbiory biblioteki oraz siedziba władz Biblioteki Politechniki Łódzkiej.

## Księgozbiór
W 1945 roku zbiory Biblioteki liczyły 930 woluminów. Księgozbiór Biblioteki Głównej zapoczątkowały dary, m.in. pochodzące z zagranicy. Z czasem powiększano i uzupełniano księgozbiór kupując książki z różnych źródeł. Zaprenumerowano czasopisma i zadbano o zbiory specjalne.
Według danych statystycznych na 31 grudnia 2024 roku zbiory Biblioteki (Biblioteka główna oraz biblioteki filialne) stanowią:
- książki (237 286 wol.),
- czasopisma (129 518 wol.),

Gromadzenie zbiorów odbywa się zgodne z profilem naukowym uczelni.

## System komputerowy
Pierwszy inwentarz książek służył czytelnikom i bibliotekarzom jako katalog, było to możliwe przy niewielkim wówczas księgozbiorze. Niebawem zaczęto tworzyć kartkowy katalog alfabetyczny oraz rozpoczęto prace przy opracowywaniu katalogu rzeczowego według UKD. W drugiej połowie lat 80. rozpoczęta została komputeryzacja biblioteki. Zakupiono i wdrożono system biblioteczny LECH BMS w celu komputerowego opracowania zbiorów. Z czasem zastąpiony on został przez nowocześniejszy i sprawniejszy amerykański system HORIZON. Od 10 września 2012 roku działa Katalog Komputerowy w systemie Symphony.

## Zasoby elektroniczne
Biblioteka udostępnia wiele źródeł elektronicznych w postaci komputerowych baz danych oraz serwisów online zagranicznych, polskich i własnych (alfabetyczny wykaz subskrybowanych przez Bibliotekę źródeł). Według danych na 31 grudnia 2024 r. biblioteka umożliwia dostęp do:
- 586 163 tytułów książek elektronicznych,
- 59 849 tytułów czasopism elektronicznych,
- 83 baz danych.

Częścią zasobów elektronicznych są również materiały zdigitalizowane przez bibliotekę.

## Repozytorium cyfrowe
W 2005 roku powstała Biblioteka Cyfrowa Politechniki Łódzkiej eBiPoL. Jej głównym zadaniem jest archiwizacja i ochrona (dzięki digitalizacji) cennych zbiorów bibliotecznych przed zniszczeniem oraz umożliwienie ich częstszego i bezpieczniejszego udostępniania. 
Od 2 lutego 2012 r. została uruchomiona CYBRA czyli Łódzka Regionalna Biblioteka Cyfrowa, w której „znajdują się zeskanowane lub typu „digital born” materiały następujących bibliotek łódzkich uczelni i instytucji: Politechniki Łódzkiej, Uniwersytetu Medycznego, Instytutu Medycyny Pracy im. prof. J. Nofera, Akademii Muzycznej im. Grażyny i Kiejstuta Bacewiczów, Państwowej Wyższej Szkoły Filmowej, Telewizyjnej i Teatralnej im. L. Schillera”.
W końcu lutego 2010 roku powstało Repozytorium Politechniki Łódzkiej CYRENA. CYRENA to inaczej CYfrowe REpozytorium NAuki, za główne cele tego projektu przyjęto m.in. udostępnianie wyników badań w różnej postaci oraz archiwizację szeroko pojętego dorobku naukowego macierzystej uczelni. Repozytorium ma charakter półotwarty, materiały w nim deponowane są dostępne dla wszystkich użytkowników Internetu w pełnym tekście, jak i z pewnymi ograniczeniami dostępu, przeglądania i ich pobierania.

## Dostęp do internetu i usługi elektroniczne
Biblioteka udostępnia komputery z dostępem do internetu dla użytkowników. Ponadto umożliwia podłączenie własnego komputera, dostęp do gniazda internetowego i korzystanie z internetu bezprzewodowego. Sieć Wi-Fi stanowi część projektu eduroam, realizowanego w Polsce przez konsorcjum PIONIER, a na Politechnice Łódzkiej wdrażanego przez Centrum Komputerowe PŁ.

## Galeria Biblio-Art
Galeria Biblio-Art powstała w Bibliotece Głównej w 2007. Jej celem jest prezentacja przejawów artystycznej wrażliwości środowiska akademickiego Łodzi, integracja różnego typu szkół wyższych oraz przybliżanie dokonań poszczególnych autorów posiadających różne pasje i wywodzących się z różnych obszarów twórczych. Pierwszy wernisaż wystawy fotograficznej „Przyłapani na czytaniu” odbył się 6 listopada 2007. 12 czerwca 2015 roku odbyła się 50., jubileuszowa wystawa w Galerii Biblio-Art. Rocznie galeria organizuje kilka wystaw pracowników i studentów z Politechniki Łódzkiej, ale częstymi wystawcami są też studenci i wykładowcy z Akademii Sztuk Pięknych im. W. Strzemińskiego oraz Państwowej Wyższej Szkoły Filmowej, Telewizyjnej i Teatralnej im. L. Schillera. Nawiązano także współpracę z innymi instytucjami kultury w regionie, a także poza Łodzią i  jej okolicami. Każda z wystaw poprzedzona jest wernisażem, podczas którego zaproszeni goście mają możliwość krótkiej rozmowy z autorem lub autorami prac oraz wymiany doświadczeń artystycznych.